# Combat (televisieserie)
Combat is een Nederlandse dramaserie die in 1998 uitgezonden werd door Veronica. De serie telt dertien afleveringen en gaat over het leven in het Nederlandse leger.
In Combat draait het om de militairen van de Constant Bouquet Kazerne. De Constant Rebeque-kazerne in Eindhoven was de thuisbasis voor deze serie.
De mannen en vrouwen in het leger maken zich klaar voor hun uitzending naar Bosnië, maar dit gaat niet zonder slag of stoot.

## Rolverdeling

### Hoofdpersonages
| Hoofdpersonages    |                                                                |
| Acteur             | Personage                                                      |
| Paul Groot         | Eerste luitenant (eerste aflevering) Kapitein Thiemo de Graeff |
| Tygo Gernandt      | Soldaat Floris Ekkel                                           |
| Robin Rienstra     | Soldaat Robert-Jan Dijkema                                     |
| Mike Libanon       | Soldaat Wessel Hendrikx                                        |
| Kirsten van Dissel | Soldaat Eva Hendrikx-Bouwhuis                                  |
| Nazmiye Oral       | Korporaal Gounay Marmaris                                      |
| Ronald Top         | Luitenant Wilco de Kuiper                                      |
| Frank Schaafsma    | Sergeant-Majoor Han Kleyweg                                    |
| Bart Oomen         | Sergeant-Majoor Tom Kerstens                                   |
| Theo Pont          | Adjudant Cas de Graeff                                         |
| Willeke Alberti    | Celia de Graeff                                                |
| Freark Smink       | Generaal Wolf de Graeff                                        |
| Babette van Veen   | Annette van Dobbenburgh                                        |

### Gastpersonages
| Aflevering 1               |                           |
| Acteur                     | Personage                 |
| Peter Bolhuis              | Bram van Traa             |
| Emile Cobben               | Soldaat 1 Cobben          |
| Moniek van Male            | Astrid van Traa           |
| Hilbert Dijkstra           | CC Leo Visser             |
| Arthur Boni                | Kolonel uit Den Haag      |
| Hans Somers                | Sergeant nieuwbouwwijk    |
| Boudewijn van Hulzen       | BC Delsing                |
| Edwin Wijngaards           | Politieagent 1            |
| Aflevering 2               |                           |
| Acteur                     | Personage                 |
| Hilbert Dijkstra           | CC Leo Visser             |
| Leo Hogenboom              | Arts Van Rooyen           |
| Ad Bastiaanse              | Sportinstructeur          |
| Aflevering 3               |                           |
| Acteur                     | Personage                 |
| Aus Greidanus jr.          | Peter Bouwhuis            |
| Bart Klever                | Maat van Peter            |
| Raymi Sambo                | Soldaat Wijdenbosch       |
| Luc van Esch               | Soldaat Schellekens       |
| Aflevering 4               |                           |
| Acteur                     | Personage                 |
| Tine Joustra               | Jeanne Verbrugge          |
| Suzanne Klemann            | Elsbeth Kerstens          |
| Juda Goslinga              | Adnan                     |
| Herman Naber               | Kapitein Stienessen       |
| Tanja Buconic-Brozovic     | Anna                      |
| Tim Zwart                  | Politieagent              |
| Ad Bastiaanse              | Sportinstructeur          |
| Eef Hendrikx               | VN-Instructeur            |
| Aflevering 5               |                           |
| Acteur                     | Personage                 |
| Cees Geel                  | Hein-Jan Geerlings        |
| Hilbert Dijkstra           | CC Leo Visser             |
| Hans Zuydveld              | Arts Van Rooyen           |
| Emile Cobben               | Soldaat1 Cobben           |
| Edwin van der Ende         | Sportinstructeur          |
| Aflevering 6               |                           |
| Acteur                     | Personage                 |
| Tine Joustra               | Jeanne Verbrugge          |
| Elsje Scherjon             | Moeder Robert-Jan         |
| Yvon Jaspers               | Zus Robert-Jan            |
| Arie Kant                  | Wachtmeester Bijl         |
| Midi                       | Feestband                 |
| Aflevering 7               |                           |
| Acteur                     | Personage                 |
| Daniël Boissevain          | Gerard Hobijn             |
| Ceren Taygun               | Yasmin Marmaris           |
| Ibrahim Mercimek           | Timmy Marmaris            |
| Boudewijn van Hulzen       | BC Delsing                |
| Michiel Nooter             | Rechercheur               |
| Mirjam de Rooij            | Juffrouw Els              |
| Peter Post                 | Sergeant-Majoor Onderhoud |
| Roger Baum                 | Limbo                     |
| Edwin Wijngaards           | Politieagent 1            |
| Aflevering 8               |                           |
| Acteur                     | Personage                 |
| Hans Zuydveld              | Arts Van Rooyen           |
| Koos van der Knaap         | Sergeant Administrateur   |
| Hilbert Dijkstra           | CC Leo Visser             |
| Aflevering 9               |                           |
| Acteur                     | Personage                 |
| Alwien Tulner              | Julia Kapuletski          |
| Fred van der Hilst         | Ton Pieters               |
| Tine Joustra               | Jeanne Verbrugge          |
| Hilbert Dijkstra           | CC Leo Visser             |
| Aflevering 10              |                           |
| Acteur                     | Personage                 |
| Roef Ragas                 | Van den Bergh             |
| Loes Wouterson             | Wachtmeerster 't Hart     |
| Erik de Vries              | Koevoets                  |
| Ellen ten Damme            | Marjolijn Kleyweg         |
| Kees Boot                  | Ronnie Steenbeek          |
| Boudewijn van Hulzen       | BC Delsing                |
| Fred van der Hilst         | Ton Pieters               |
| Jeroen Horbach             | PC 1                      |
| Pim Veth                   | Marechaussee              |
| Ernst Dekkers              | Studiebegeleider          |
| Hilbert Dijkstra           | CC Leo Visser             |
| Aflevering 11              |                           |
| Acteur                     | Personage                 |
| Tine Joustra               | Jeanne Verbrugge          |
| Hilbert Dijkstra           | CC Leo Visser             |
| Emile Cobben               | Soldaat 1 Cobben          |
| Peter de Baan              | Specialist                |
| Hans Zuydveld              | Arts Van Rooyen           |
| Fred van der Hilst         | Ton Pieters               |
| Peter de Gelder            | Soldaat 1                 |
| Paul Pappot                | Soldaat 2                 |
| Aflevering 12              |                           |
| Acteur                     | Personage                 |
| Hilbert Dijkstra           | CC Leo Visser             |
| Paulien Leussink           | Daniëlle van Veen         |
| Roel Fooy                  | Instructeur Communicatie  |
| Niels Horeman              | Journalist                |
| Aflevering 13              |                           |
| Acteur                     | Personage                 |
| Tine Joustra               | Jeanne Verbrugge          |
| Hilbert Dijkstra           | CC Leo Visser             |
| Aus Greidanus jr.          | Peter Bouwhuis            |
| Ibrahim Selman             | Vader Gounay              |
| Ceren Taygun               | Yasmin Marmaris           |
| Ibrahim Mercimek           | Timmy Marmaris            |
| Valentijn Ouwens           | Ambtenaar Karstens        |
| Fred van der Hilst         | Ton Pieters               |
| Brigade-Generaal P. Striek | Generaal                  |

## Afleveringen
1. De Gijzeling
2. Exfiltratie
3. Open Huis
4. Anna
5. Parcours Militair
6. Het Feest
7. De Stalker
8. Onder Vuur
9. Tegenpolen
10. Verdacht
11. De Laatste Test
12. Storm
13. Afscheid

## Trivia
- De titelsong Combat is door Loïs Lane ingezongen. Suzanne Klemann, zangeres van Loïs Lane speelt een gastrol in aflevering 4 als Elsbeth Kerstens.
- Dit was een coproductie met De Koninklijke Landmacht.  Diverse mensen uit de Landmacht zelf waren gerekruteerd als figuranten.